# خط عرض 26° جنوب
خط عرض 26° جنوب هي إحدى دوائر العرض الجغرافية، وهي دوائر وهمية تحيط بالكرة الأرضية، وموازية لخط الاستواء، وتتميز هذه الدائرة بأن الأراضي الواقعة عليها تنتمي للمنطقة المدارية الحارة.

## حول العالم
خط عرض 26° جنوب يبدأ من خط الزوال الأولي ويتجه شرقا ويمر عبر:
| الإحداثيات                           | البلد أو الإقليم أو البحر | ملاحظات |
| ------------------------------------ | ------------------------- | --- |
| 26°0′S 0°0′E / 26.000°S 0.000°E      | المحيط الأطلسي            | |
| 26°0′S 14°57′E / 26.000°S 14.950°E   | ناميبيا                   | |
| 26°0′S 20°0′E / 26.000°S 20.000°E    | جنوب إفريقيا              | كيب الشمالية |
| 26°0′S 20°49′E / 26.000°S 20.817°E   | بوتسوانا                  | |
| 26°0′S 22°43′E / 26.000°S 22.717°E   | جنوب إفريقيا              | الشمالية الغربية خاوتينغ - مرورا بشمال جوهانسبرغ مبومالانجا |
| 26°0′S 31°6′E / 26.000°S 31.100°E    | إسواتيني                  | |
| 26°0′S 32°34′E / 26.000°S 32.567°E   | موزمبيق                   | |
| 26°0′S 32°34′E / 26.000°S 32.567°E   | المحيط الهندي             | خليج مابوتو - مرورا بجنوب مابوتو, موزمبيق |
| 26°0′S 32°55′E / 26.000°S 32.917°E   | موزمبيق                   | Inhaca Island |
| 26°0′S 32°59′E / 26.000°S 32.983°E   | المحيط الهندي             | |
| 26°0′S 113°6′E / 26.000°S 113.100°E  | أستراليا                  | أستراليا الغربية - Dirk Hartog Island |
| 26°0′S 113°11′E / 26.000°S 113.183°E | Shark Bay                 | |
| 26°0′S 113°33′E / 26.000°S 113.550°E | أستراليا                  | أستراليا الغربية - Peron Peninsula |
| 26°0′S 113°43′E / 26.000°S 113.717°E | Shark Bay                 | L'Haridon Bight |
| 26°0′S 113°52′E / 26.000°S 113.867°E | أستراليا                  | أستراليا الغربية - Peron Peninsula |
| 26°0′S 113°54′E / 26.000°S 113.900°E | Shark Bay                 | Hamelin Pool |
| 26°0′S 114°11′E / 26.000°S 114.183°E | أستراليا                  | أستراليا الغربية Western Australia / Northern Territory border (~127 metres في Surveyor Generals Corner on the خط طول 129° شرق) Northern Territory / South Australia border South Australia / كوينزلاند border (من Poeppel Corner on the خط طول 138° شرق) كوينزلاند (من Haddon Corner on the خط طول 141° شرق) |
| 26°0′S 153°9′E / 26.000°S 153.150°E  | بحر المرجان               | |
| 26°0′S 163°44′E / 26.000°S 163.733°E | المحيط الهادئ             | |
| 26°0′S 70°38′W / 26.000°S 70.633°W   | تشيلي                     | |
| 26°0′S 68°26′W / 26.000°S 68.433°W   | الأرجنتين                 | |
| 26°0′S 57°51′W / 26.000°S 57.850°W   | باراغواي                  | |
| 26°0′S 54°41′W / 26.000°S 54.683°W   | الأرجنتين                 | |
| 26°0′S 53°48′W / 26.000°S 53.800°W   | البرازيل                  | بارانا (ولاية) سانتا كاتارينا |
| 26°0′S 48°36′W / 26.000°S 48.600°W   | المحيط الأطلسي            | |